# SUPER BEST (CHAGE and ASKAのアルバム)
『SUPER BEST』（スーパー・ベスト）は、チャゲ&飛鳥（現：CHAGE and ASKA）のベスト・アルバム。1987年3月5日にポニー（現：ポニーキャニオン）から発売された。
1989年3月21日にはGOLD CDとして、1990年7月21日にはCDとして再発売されたが、現在は廃盤作品となっている。

## 背景・リリース
1979年発売のデビュー曲「ひとり咲き」から、1986年発売の「Count Down」までの全シングルA面16曲を、発売順に収録した作品。
カセット盤は『SUPER BEST 20』というタイトルで発売され、収録曲が4曲追加された。
1992年には、本作の2作目である『SUPER BEST II』が発売された。

## 収録曲

### CD盤 (SUPER BEST)
| #         | タイトル               | 作詞             | 作曲      | 編曲                        | 時間  |
| --------- | ---------------------- | ---------------- | --------- | --------------------------- | ----- |
| 1.        | 「ひとり咲き」         | 飛鳥涼           | 飛鳥涼    | 瀬尾一三                    | 5:23  |
| 2.        | 「流恋情歌」           | 飛鳥涼           | 飛鳥涼    | 瀬尾一三                    | 5:34  |
| 3.        | 「万里の河」           | 飛鳥涼           | 飛鳥涼    | 瀬尾一三                    | 4:00  |
| 4.        | 「放浪人 (TABIBITO)」  | 松井五郎         | CHAGE     | 瀬尾一三                    | 3:51  |
| 5.        | 「男と女」             | 飛鳥涼           | 飛鳥涼    | 瀬尾一三                    | 4:23  |
| 6.        | 「熱い想い」           | 飛鳥涼、松井五郎 | 飛鳥涼    | 平野孝幸                    | 5:42  |
| 7.        | 「北風物語」           | 飛鳥涼、松井五郎 | 飛鳥涼    | 平野孝幸                    | 4:21  |
| 8.        | 「マリオネット」       | 飛鳥涼           | 飛鳥涼    | 瀬尾一三                    | 3:48  |
| 9.        | 「華やかに傷ついて」   | 飛鳥涼           | 飛鳥涼    | 平野孝幸                    | 4:30  |
| 10.       | 「MOON LIGHT BLUES」   | 飛鳥涼           | 飛鳥涼    | 瀬尾一三                    | 4:51  |
| 11.       | 「標的 (ターゲット)」  | 飛鳥涼           | 飛鳥涼    | 平野孝幸                    | 3:29  |
| 12.       | 「誘惑のベルが鳴る」   | 松井五郎         | CHAGE     | 瀬尾一三                    | 4:01  |
| 13.       | 「オンリー・ロンリー」 | 飛鳥涼           | 飛鳥涼    | 平野孝幸                    | 4:00  |
| 14.       | 「モーニングムーン」   | 飛鳥涼           | 飛鳥涼    | 佐藤準                      | 4:09  |
| 15.       | 「黄昏を待たずに」     | 飛鳥涼           | 飛鳥涼    | 飛鳥涼、THE ALPHA、瀬尾一三 | 4:10  |
| 16.       | 「Count Down」         | 澤地隆           | CHAGE     | Light House Project         | 4:31  |
| 合計時間: | 合計時間:              | 合計時間:        | 合計時間: | 合計時間:                   | 70:43 |

### カセット盤 (SUPER BEST 20)
| #         | タイトル              | 作詞             | 作曲      | 編曲      | 時間  |
| --------- | --------------------- | ---------------- | --------- | --------- | ----- |
| 1.        | 「ひとり咲き」        | 飛鳥涼           | 飛鳥涼    | 瀬尾一三  | 5:23  |
| 2.        | 「流恋情歌」          | 飛鳥涼           | 飛鳥涼    | 瀬尾一三  | 5:34  |
| 3.        | 「万里の河」          | 飛鳥涼           | 飛鳥涼    | 瀬尾一三  | 4:00  |
| 4.        | 「放浪人 (TABIBITO)」 | 松井五郎         | CHAGE     | 瀬尾一三  | 3:51  |
| 5.        | 「男と女」            | 飛鳥涼           | 飛鳥涼    | 瀬尾一三  | 4:23  |
| 6.        | 「熱い想い」          | 飛鳥涼、松井五郎 | 飛鳥涼    | 平野孝幸  | 5:42  |
| 7.        | 「北風物語」          | 飛鳥涼、松井五郎 | 飛鳥涼    | 平野孝幸  | 4:21  |
| 8.        | 「マリオネット」      | 飛鳥涼           | 飛鳥涼    | 瀬尾一三  | 3:48  |
| 9.        | 「華やかに傷ついて」  | 飛鳥涼           | 飛鳥涼    | 平野孝幸  | 4:30  |
| 10.       | 「MOON LIGHT BLUES」  | 飛鳥涼           | 飛鳥涼    | 瀬尾一三  | 4:49  |
| 合計時間: | 合計時間:             | 合計時間:        | 合計時間: | 合計時間: | 46:21 |

| #         | タイトル               | 作詞      | 作曲      | 編曲                        | 時間  |
| --------- | ---------------------- | --------- | --------- | --------------------------- | ----- |
| 11.       | 「標的（ターゲット）」 | 飛鳥涼    | 飛鳥涼    | 平野孝幸                    | 3:29  |
| 12.       | 「誘惑のベルが鳴る」   | 松井五郎  | CHAGE     | 瀬尾一三                    | 4:01  |
| 13.       | 「オンリー・ロンリー」 | 飛鳥涼    | 飛鳥涼    | 平野孝幸                    | 4:00  |
| 14.       | 「ボヘミアン」         | 飛鳥涼    | 井上大輔  | 村上啓介                    | 3:05  |
| 15.       | 「モーニングムーン」   | 飛鳥涼    | 飛鳥涼    | 佐藤準                      | 4:09  |
| 16.       | 「黄昏を待たずに」     | 飛鳥涼    | 飛鳥涼    | 飛鳥涼、THE ALPHA、瀬尾一三 | 4:10  |
| 17.       | 「Count Down」         | 澤地隆    | CHAGE     | Light House Project         | 4:32  |
| 18.       | 「Newsにならない恋」   | 澤地隆    | CHAGE     | 久石譲                      | 3:40  |
| 19.       | 「シングル・ベッド」   | 澤地隆    | CHAGE     | 瀬尾一三                    | 5:14  |
| 20.       | 「指環が泣いた」       | 飛鳥涼    | 飛鳥涼    | 佐藤準                      | 4:39  |
| 合計時間: | 合計時間:              | 合計時間: | 合計時間: | 合計時間:                   | 40:59 |

## 楽曲解説

### CD盤 (SUPER BEST)
1. ひとり咲き
1979年発売の1stシングル。表記はないが、本作に収録されているのは、1980年発売のアルバム『風舞』からのアルバム・ヴァージョン。エンディングで微かに風のSEが聞こえる。
2. 流恋情歌
1980年発売の2ndシングル。
3. 万里の河
1980年発売の3rdシングル。表記はないが、本作に収録されているのは、アルバム『熱風』からのアルバム・ヴァージョン。
4. 放浪人 (TABIBITO)
1981年発売の4thシングル。
5. 男と女
1981年発売の5thシングル。
6. 熱い想い
1982年発売の6thシングル。オリジナルのミックスによるシングル・ヴァージョン。シングル・ヴァージョンが収められているのは本作のみ。
7. 北風物語
1982年発売の7thシングル。
8. マリオネット
1983年発売の8thシングル。
9. 華やかに傷ついて
1983年発売の9thシングル。
10. MOON LIGHT BLUES
1984年発売の10thシングル。
11. 標的（ターゲット）
1984年発売の11thシングル。表記はないが、本作に収録されているのは、1985年発売のアルバム『Z=One』からのアルバム・ヴァージョン。ただし、最後の銃声はカットされている。
12. 誘惑のベルが鳴る
1985年発売の12thシングル。
13. オンリー・ロンリー
1985年発売の13thシングル。
14. モーニングムーン
1986年発売の14thシングル。シングル・ヴァージョンで収録。このヴァージョンが収められているのは本作のみであり、その後発売された作品は全て同年発売のアルバム『TURNING POINT』からのヴァージョンで収録されている。
15. 黄昏を待たずに
1986年発売の15thシングル。
16. Count Down
1986年発売の16thシングル。シングル・ヴァージョンで収録。このヴァージョンが収められているのは本作のみ。

### SIDE A
1. ひとり咲き
2. 流恋情歌
3. 万里の河
4. 放浪人 (TABIBITO)
5. 男と女
6. 熱い想い
7. 北風物語
8. マリオネット
9. 華やかに傷ついて
10. MOON LIGHT BLUES

### SIDE B
1. 標的（ターゲット）
2. 誘惑のベルが鳴る
3. オンリー・ロンリー
4. ボヘミアン
1985年発売のベスト・アルバム『Standing Ovation』収録曲。
5. モーニングムーン
6. 黄昏を待たずに
7. Count Down
8. Newsにならない恋
1986年発売のオリジナル・アルバム『MIX BLOOD』収録曲。
9. シングル・ベッド
オリジナル・アルバム『MIX BLOOD』収録曲。
10. 指環が泣いた
1986年発売の17thシングル。シングル・ヴァージョンで収録。このヴァージョンが収められているのは本作のみ。